# Savallà del Comtat
Savallà del Comtat (em catalão e oficialmente) ou, em castelhano, Savalla del Condado ou Savallá del Condado, conhecido como Ceballa del Condado até ao século XIX, é um município da Espanha na comarca de Conca de Barberà, província de Tarragona, comunidade autónoma da Catalunha. Tem 14,8 km² de área e em 2021 tinha 53 habitantes (densidade: 3,6 hab./km²).

## Demografia
| Variação demográfica do município entre 1991 e 2004 [carece de fontes?] | Variação demográfica do município entre 1991 e 2004 [carece de fontes?] | Variação demográfica do município entre 1991 e 2004 [carece de fontes?] | Variação demográfica do município entre 1991 e 2004 [carece de fontes?] |
| ----------------------------------------------------------------------- | ----------------------------------------------------------------------- | ----------------------------------------------------------------------- | ----------------------------------------------------------------------- |
| 1991                                                                    | 1996                                                                    | 2001                                                                    | 2004                                                                    |
| 56                                                                      | 74                                                                      | 62                                                                      | 72                                                                      |